# Новоєльдяково
Новоєльдя́ково (рос. Новоельдяково, башк. Яңы Йәлдәк) — село у складі Бураєвського району Башкортостану, Росія. Входить до складу Вострецовської сільської ради.
Населення — 308 осіб (2010; 405 у 2002).
Національний склад:
- башкири — 89 %